# ハレ晴レユカイ
「ハレ晴レユカイ」（ハレはレユカイ）は、2006年5月10日にLantisから発売されたシングル。

## 概要
表題曲「ハレ晴レユカイ」とカップリングの「うぇるかむUNKNOWN」は、それぞれテレビアニメ『涼宮ハルヒの憂鬱』とラジオ『涼宮ハルヒの憂鬱 SOS団ラジオ支部』のエンディングテーマとして使用された。ボーカルはいずれも涼宮ハルヒ役の平野綾、長門有希役の茅原実里、朝比奈みくる役の後藤邑子の3人が担当している。ジャケットには、涼宮ハルヒ、長門有希、朝比奈みくるがプリントされている。

## 収録曲
1. ハレ晴レユカイ [3:38]
作詞：畑亜貴、作曲：田代智一、編曲：安藤高弘
  - テレビアニメ『涼宮ハルヒの憂鬱』エンディングテーマ
2. うぇるかむUNKNOWN [3:24]
作詞：畑亜貴、作曲：鈴木盛広、編曲：近藤昭雄
  - ラジオ『涼宮ハルヒの憂鬱 SOS団ラジオ支部』エンディングテーマ
3. ハレ晴レユカイ（オフボーカル）
4. うぇるかむUNKNOWN（オフボーカル）

## クレジット
- Performed by 平野綾・茅原実里・後藤邑子
- Producer & Director : 斎藤滋 (Lantis)
- Engineer : 淺野浩伸・下川晴彦・守屋勝美
- Studio : Studio Magic Garden
- Mastering : 安藤義彦（青葉台スタジオ）
- Design : OverDriveDesign
- Illustration : 池田晶子
- Paint : 三浦理奈
- Promotion : 松村起代・鈴木めぐみ・木戸健介 (Lantis)
- A&R desk : 山崎彩・濵田邦子 (Lantis)
- Thanks : SOS団・角川書店・京都アニメーション
- Supervisor : 伊藤善之
- Executive Producer : 井上俊次 (Lantis)
- Super Producer : 涼宮ハルヒ

## 受賞
- 日本レコード協会2006年7月度ゴールド認定作品（累計10万枚以上出荷）[1]
- 2006年上半期日本アニカン大賞 主題歌・シングル部門1位
- 第11回アニメーション神戸ラジオ関西賞（主題歌賞）[2][注 1]
- 日本レコード協会2017年5月度有料音楽配信ゴールド認定作品（10万DL以上）[4]
- ソニー・ミュージック「平成アニソン大賞」 2000-2009年ユーザー投票賞[5]

## アナログ盤
本楽曲のアナログ盤 が製作され、2007年3月18日に開催された『涼宮ハルヒの激奏』会場およびアニメショップにて販売された (LZM-2001)。収録曲はCDと同じ。A面に「ハレ晴レユカイ」、B面に「うぇるかむUNKNOWN」。オフボーカル版は収録されていない。

## ソロバージョン
2006年7月から2007年2月21日にかけて発売された『涼宮ハルヒの憂鬱 キャラクターソング』全9種類に、各キャラクターが単独で歌うソロバージョンが収録されている。作詞は、どのバージョンも畑亜貴である。
涼宮ハルヒ・長門有希・朝比奈みくる
いずれも原曲の単純なソロバージョンとなっている。
鶴屋さん
歌詞にアレンジが加えられた最初のバージョンで、初出は『涼宮ハルヒの憂鬱 SOS団ラジオ支部』。歌詞の語尾を鶴屋さんの口癖のものに変える、あるいは鶴屋さんの行動パターンに沿った変更を加えるなどのアレンジが加えられた。しかし、朝倉涼子バージョン以降と異なり、曲全体で見た場合の歌詞全体のイメージを変えるほどのものではない。また、オフ･ボーカル･バージョンは収録されていない。
朝倉涼子
初出は『涼宮ハルヒの憂鬱 SOS団ラジオ支部』。歌詞全体にわたって変更が加えられている。その意味は原曲のそれとは正対称のものとなっており、原曲歌詞のアンチテーゼとなっている。また、オフ･ボーカル･バージョンは収録されていない。
キョンの妹
これ以降の曲は歌詞に加えて曲にも大幅なアレンジ（リミックス）が加えられ、イントロの部分から大幅に異なっている（編曲はyo）。歌詞は『小学生』と『キョンの妹である』ことを前面に出したものになっている。
喜緑江美里
原曲と異なり、スローテンポになっている（編曲は近藤昭雄）。一方で歌詞にはかなり極端な表現もあり、朝倉涼子バージョン同様原曲および『涼宮ハルヒの憂鬱』本編に対するアンチテーゼとなっている。
古泉一樹
原曲よりもテンポをかなり落としている（編曲は菊谷知樹）。歌詞は超能力者である彼の立場（→涼宮ハルヒシリーズの登場人物#SOS団）を反映したものとなっている。
キョン
原曲よりもテンポをかなり落としている上、キョンの歌として自然なよう、単純なキー調整ではない変調曲となっている（編曲は菊谷知樹）。歌詞はハルヒに振り回されるキョンのぼやき節である。
いわゆるアコースティックバージョン。

## 踊りについて
曲の始まりから終わりまで、中でもサビの部分に軽快な振り付けがなされており、アニメ内ではハルヒ達SOS団の5人が曲に合わせて踊り上げる（通称: ハルヒダンス）。振付は『ORICON STYLE』において作画監督の池田晶子が多数のアイドルのPVを資料として使用したことを語っており、それらの振付と類似する動きも織り込まれている。 具体的にはアイドルグループBerryz工房の楽曲の振り付けを参考にしたものと考えられており、検証動画がインターネット上の動画共有サイトで流布している。エンディングの演出を担当した山本寛は、OVA『ジャングルはいつもハレのちグゥ デラックス』のエンディング「ファンファン&シャウト」の演出に感銘を受け、このダンスを着想したと語っている。
また、2006年9月16日より京都アニメーションの「涼宮ハルヒの憂鬱・京アニサイト」で、実際に放送されなかった部分も含めた、振り付け全ての絵コンテが公開されている。
2006年のAnimelo Summer Liveでは、平野らボーカルの3人がスペシャルゲストとして『ハレ晴レユカイ』で出演し、全編にわたり振り付けを披露した。2007年3月18日に開催された『涼宮ハルヒの激奏』においては、平野綾・茅原実里・後藤邑子の3人によるフルバージョンの踊りと、この3人に杉田智和（キョン役）と小野大輔（古泉一樹役）を加えた「SOS団」声優全員集合によるテレビエンディングバージョンの踊りも披露されている。
2007年1月に発売された『涼宮ハルヒの憂鬱』DVD第7巻にはダンスのTVサイズ完全版が収録されている。前述の絵コンテに準拠しているが、一部異なる部分がある。
2007年4月8日には、本シングルをオリコンチャート1位にしようという運動の一環として、秋葉原の歩行者天国で大勢のコスプレイヤーがこの楽曲のダンスを踊るというフラッシュモブが行われ、その様子が動画サイトにアップロードされて反響を呼んだ。
2017年のAnimelo Summer Liveでは平野綾、茅原実里、後藤邑子の3人がSOS団として11年ぶりに出演し「ハレ晴レユカイ」を踊りと共に熱唱した。「SOS団」声優陣による「ハレ晴レユカイ」の披露は『涼宮ハルヒの激奏』以来10年ぶり。
2019年6月23日のランティス祭りでは平野綾、茅原実里、後藤邑子、小野大輔、杉田智和の5人全員がSOS団として『涼宮ハルヒの激奏』以来12年ぶりに集結し、「ハレ晴レユカイ」を踊りとともに熱唱した。
2021年8月13日より行われた涼宮ハルヒの憂鬱とバンダイナムコのアプリゲーム『アイドルマスター シンデレラガールズ スターライトステージ』のコラボイベントでは、当楽曲のカバーバージョンに3DのMVが実装され、上述のTVサイズ完全版の構図でのダンスが再現されている。

### 2020年に声優陣によって投稿されたダンス動画の影響
新型コロナウイルス感染症の拡大を受けて自宅待機が広まる2020年には、アニメ『涼宮ハルヒの憂鬱』でハルヒ役を演じた平野綾が「ハレ晴レユカイ」のダンスをレクチャーし、その映像に合わせて実際に踊ってみせる動画を4月24日にSNS上へアップロードした。この動画が発端となり、同アニメで共演したキョン役・杉田智和や谷口役・白石稔もこれに乗じてダンス動画をアップロードしており、アニメでコンピュータ研究部部長役を務めたこぶしのぶゆきもTwitter上で反応を示したことが話題となった。Twitterでは「ハレ晴レユカイ」や「杉田智和／AGRSチャンネル」といった単語がトレンド入りを果たしたほか、平野によるダンス動画は26日夜の時点で再生回数500万回越えを記録した。また、杉田によるダンス動画はYouTubeに投稿されて約1時間後には10万回以上、12時間後には180万回以上再生され、急上昇動画1位にランクインするなどの反響を呼んだ。
自宅で「ハレ晴レユカイ」のダンスを踊ってみせる動画の投稿はピアニストの高木里代子やタレントの中川翔子、芸人の塚地武雅（ドランクドラゴン）、平野と事務所を同じくする女優の松田るか・松井玲奈など著名人の間にも波及し、一連の影響を受けてBillboard JAPANが提供する音楽チャート「Hot Animation」では2020年5月第1週に6位でチャートインを果たしている。話題となった楽曲を同社が集計する「HOT BUZZ SONG」でも5月第2週付けのランキングで2位に位置し、同チャートでは初めてのランクインとなった。

## 音楽ゲームへの収録
- バンダイナムコエンターテインメントから発売されている『太鼓の達人』シリーズ（『太鼓の達人9』[20]以降およびPS2『太鼓の達人 ドカッ!と大盛り 七代目』[21]）に本楽曲が収録されている。
- IGSのアーケードゲーム「DANZ BASE」
- タイトーのアーケードゲーム「GROOVE COASTER」[22]
- セガのアーケードゲーム「CHUNITHM」[23]
- ブシモのアプリゲーム『バンドリ! ガールズバンドパーティ!』に、『バンドリ!』登場キャラクターによるカバーバージョンが収録されている[24]。
- コナミのアーケードゲーム 「SOUND VOLTEX」[25]
- バンダイナムコのアプリゲーム『アイドルマスター シンデレラガールズ スターライトステージ』に、登場アイドルによるカバーバージョンが収録されている[10]。

## カバー
- カスタマイズ - 2012年10月24日発売
- ハロー、ハッピーワールド!（弦巻こころ〈伊藤美来〉、美竹蘭〈佐倉綾音〉、丸山彩〈前島亜美〉） - ゲーム『バンドリ! ガールズバンドパーティ!』に収録（2018年3月10日追加[24]）。
- 燦鳥ノム - 2019年4月24日発売（3月1日先行配信）のカバーアルバム『IMAGINATION vol.1』にてカバー[26]。
- 夢見りあむ（星希成奏）、佐城雪美（中澤ミナ）、安部菜々（三宅麻理恵） - ゲーム『アイドルマスター シンデレラガールズ スターライトステージ』に収録（2021年8月13日追加[10]）。2021年12月8日発売のシングル『THE IDOLM@STER CINDERELLA GIRLS STARLIGHT MASTER GOLD RUSH! 13 Secret Mirage』にフルバージョンが収録[27]。
- アーリャ（上坂すみれ） - テレビアニメ『時々ボソッとロシア語でデレる隣のアーリャさん』第4話エンディングテーマ[28]。
- SOH団（一ノ瀬怜〈結城萌子〉、早坂芽衣〈日向もか〉、白石千紗〈高尾奏音〉、白石沙季〈宮沢小春〉） - ゲーム『IDOLY PRIDE』の『涼宮ハルヒの憂鬱』コラボイベントのために制作され、2025年3月22日配信リリース。原曲の作曲者の田代智一による再編曲ver.となっており、堀崎翔、田淵智也（UNISON SQUARE GARDEN）、山本真央樹が演奏に参加している。

## その他
『涼宮ハルヒの憂鬱』と同じく平野が主人公の泉こなた役を務め、京都アニメーション制作のTVアニメ『らき☆すた』においてもしばしばこの曲が挿入歌として流れ、14・22話ではエンディングで白石稔が歌っている（『白石みのるの男のララバイ』に収録）。また16話では劇中でこなた達がコスプレ喫茶のステージで本曲のダンスを披露している。
2011年3月27日に放送された『3年B組金八先生ファイナル』にて在校生3名が学校の屋上にて本曲のダンスを練習しているシーンが流れた。
2017年12月13日に放送された『2017 FNS歌謡祭 第2夜』にて平野綾がNMB48の山本彩(長門有希のパート)と乃木坂46の松村沙友理(朝比奈みくるのパート)との共演で本曲が披露された。尚、平野が本曲を生放送の音楽番組で披露するのはこれが初だった。
2020年9月6日に放送された『国民13万人がガチ投票! アニメソング総選挙』では30位にランクインした。